# خلايا BCP-1
خلايا BCP-1 هي خط خلايا ليمفومة نسيلية. وهذه الخلايا مشتقة من خلايا الدم المستطرفة وحيدة النواة لدى مرضى فيروس العوز المناعي البشري من أصحاب المصل السلبي والذين يعانون من لمفوما الانصباب البدئي التي ترتكز في تجوف بالجسم. وهي خلايا إيجابية بالنسبة KSHV ولكنها سلبية بالنسبة لفيروس إبشتاين-بار (EBV). ويُستخدم خط الخلايا بشكل مكثف للمقايسات السيرولوجية لسرطان كابوزيس-المرتبط بفيروس الهربس والدراسات الوبائية وكذلك الدراسات المعملية لسرطان كابوزيس-المرتبط بفيروس الهربس مثل إعادة تنشيط سرطان كابوزيس-المرتبط بفيروس الهربس في الخفاء مع إفراز منتبذ لسرطان كابوزيس-المرتبط بفيروس الهربس. وقد تم إيداع خلايا BCP-1 في مركز المزرعة النمطية الأمريكية (ATCC) من قبل مُصنّعِيها للاستخدام العام في الأبحاث.